# MacOS 하이 시에라
macOS 하이 시에라(macOS High Sierra, 버전 10.13)은 애플의 14번째 macOS 운영체제이다. 이전 버전은 macOS 시에라이다. 하이 시에라에서는 기존의 사진, Safari, Siri를 포함한 macOS 시에라의 기능을 보강한다. 2017년 6월 5일(태평양표준시), WWDC 2017에서 출시되었다.
macOS 하이 시에라는 기존의 HFS+ 포맷이 아닌, 애플에서 새로 개발한 APFS를 기본 파티션으로 채용했다. 또한 VR 기능의 확충을 위한 메탈 2와 더불어 고효율 비디오 코딩을 채용하고 있다. 또한 Spotlight에서 항공사와 항공편 번호를 입력하면 탑승 정보를 확인할 수 있는 기능도 추가되었다. 그리고 iOS와 같이 Face Time에서 영상통화하는 동안 Live Photo를 찍을 수 있는 기능도 추가되었으며, MacOS 시에라는 Dock에서 Siri 실행 버튼이 iOS 10과 같은 디자인을 채용하였으나, macOS 하이 시에라 버전에서는 IOS 11과 같은 Siri 로고 디자인을 채용하였다.

## 시스템 요구 사항
macOS 하이 시에라는 다음 메킨토시 컴퓨터에서 지원된다.
- iMac: Late 2009 이후
- MacBook: Late 2009 이후
- MacBook Pro: Mid 2010 이후
- MacBook Air: Late 2010 이후
- Mac mini: Mid 2010 이후
- Mac Pro: Mid 2010 이후

애플에서는 위의 기기 외의 이전 기기에서도 macOS 하이 시에라를 설치할 수 있게 하기 위해 패치를 개발하여, 현재는 위의 기기 외에서도 패치를 활용해 컴퓨터에서 하이 시에라를 실행시킬 수 있다. 또한 macOS 하이 시에라를 컴퓨터에서 실행시키려면 최소 2GB의 RAM과 14.38GB의 사용 가능한 저장공간이 필요하다.

## 반응
2017년 9월, 맥월드의 로만 로욜라는 macOS 시에라를 긍정적으로 평가하며 "당신에 시간에 걸맞는 업데이트"라고 말했고, 가장 매력적인 것은 보안 기능이라고 언급했다. 또한 로만 로욜라는 이 제품이 "흥분 때문에 눈을 크게 할 새로운 기능이 많지 않다"고 혹평을 보냈지만, 그럼에도 앞으로 애플의 사업이 확장될 토대가 마련되었다고 말했다.

### 문제들
macOS 하이 시에라가 공개되고 많은 사용자, 또는 비평가들이 여러 문제들을 발견했다.
- 10.13.0 버전과 10.13.1 버전에서는 로그인 할 때 "root"를 입력하여 암호를 입력하지 않음으로서 공격자가 루트 사용자가 될 수 있는 것이 발견되었고,[8] 이후 이 문제는 macOS 하이 시에라 10.13.1 버전 시스템 소프트웨어 2017-001에서 해결되었다.[9]
- 10.13.4 버전에서 오류가 발생하여 DisplayLink가 외부 모니터에 대한 작동을 중지하여 한 개의 모니터만 확장이 가능했으며, 두 대의 모니터를 설치하면 미러링만 가능했다. 결국 DisplayLink의 알반 램폰은 2018년 12월 24일 애플과 협력하여 이 문제를 해결하기 위해 노력하고 있다고 말했다.[10]

## 출시 역사
|  | 이전 릴리스 |  | 현재 릴리스 |

| 버전    | 빌드     | 날짜             | 다윈                      |
| ------- | -------- | ---------------- | ------------------------- |
| 10.13   | 17A365   | 2017년 9월 25일  | 17.0.0                    |
| 10.13   | 17A405   | 2017년 10월 5일  | 17.0.0                    |
| 10.13.1 | 17B48    | 2017년 10월 31일 | 17.2.0                    |
| 10.13.1 | 17B1002  | 2017년 11월 29일 | 17.2.0                    |
| 10.13.1 | 17B1003  | 2017년 11월 29일 | 17.2.0                    |
| 10.13.2 | 17C88    | 2017년 12월 6일  | 17.3.0                    |
| 10.13.2 | 17C89    | 2017년 12월 6일  | 17.3.0                    |
| 10.13.2 | 17C205   | 2018년 1월 8일   | 17.3.0                    |
| 10.13.2 | 17C2205  | 2018년 1월 8일   | 17.3.0                    |
| 10.13.3 | 17D47    | 2018년 1월 23일  | 17.4.0                    |
| 10.13.3 | 17D2047  | 2018년 1월 23일  | 17.4.0                    |
| 10.13.3 | 17D102   | 2018년 2월 19일  | 17.4.0                    |
| 10.13.3 | 17D2102  | 2018년 2월 19일  | 17.4.0                    |
| 10.13.4 | 17E199   | 2018년 3월 29일  | 17.5.0                    |
| 10.13.4 | 17E202   | 2018년 4월 24일  | 17.5.0                    |
| 10.13.5 | 17F77    | 2018년 6월 1일   | 17.6.0                    |
| 10.13.6 | 17G66    | 2018년 7월 9일   | 17.7.0                    |
| 10.13.6 | 17G2208  | 2018년 7월 9일   | 17.7.0                    |
| 10.13.6 | 17G3025  | 2018년 10월 30일 | 17.7.0                    |
| 10.13.6 | 17G4015  | 2018년 12월 5일  | 17.7.0                    |
| 10.13.6 | 17G5019  | 2019년 1월 22일  | 17.7.0                    |
| 10.13.6 | 17G6029  | 2019년 3월 25일  | 17.7.0                    |
| 10.13.6 | 17G6030  | 2019년 3월 29일  | 17.7.0                    |
| 10.13.6 | 17G7024  | 2019년 5월 13일  | 17.7.0                    |
| 10.13.6 | 17G8029  | 2019년 7월 22일  | 17.7.0                    |
| 10.13.6 | 17G8030  | 2019년 7월 29일  | 17.7.0                    |
| 10.13.6 | 17G8037  | 2019년 9월 26일  | 17.7.0                    |
| 10.13.6 | 17G9016  | 2019년 10월 29일 | 17.7.0                    |
| 10.13.6 | 17G10021 | 2019년 12월 10일 | 17.7.0 xnu-4570.71.63~1   |
| 10.13.6 | 17G11023 | 2020년 1월 28일  | 17.7.0 xnu-4570.71.69~1   |
| 10.13.6 | 17G12034 | 2020년 3월 24일  | 17.7.0 xnu-4570.71.73~1   |
| 10.13.6 | 17G13033 | 2020년 5월 26일  | 17.7.0 xnu-4570.71.80~1   |
| 10.13.6 | 17G13035 | 2020년 6월 1일   | 17.7.0 xnu-4570.71.80.1~1 |
| 10.13.6 | 17G14019 | 2020년 7월 15일  | 17.7.0 xnu-4570.71.82.5~1 |
| 10.13.6 | 17G14033 | 2020년 9월 24일  | 17.7.0 xnu-4570.71.82.6~1 |
| 10.13.6 | 17G14042 | 2020년 11월 12일 | 17.7.0 xnu-4570.71.82.8~1 |